# Dolenje Vrhpolje
Dolenje Vrhpolje je naselje u slovenskoj Općini Šentjerneju. Dolenje Vrhpolje se nalazi u pokrajini Dolenjskoj i statističkoj regiji Donjoposavskoj regiji. 

## Stanovništvo
Prema popisu stanovništva iz 2002. godine naselje je imalo 143 stanovnika.